# 41. ročník udílení Zlatých glóbů
41. ročník udílení Zlatých glóbů se konal 28. ledna 1984 v hotelu Beverly Hilton v Beverly Hills, Los Angeles. Asociace zahraničních novinářů sdružených v Hollywoodu, která Zlatý glóbus uděluje, vyhlásila nominace 9. ledna. Miss Golden Globe byla pro tento rok Anita Finch. Držitelem Ceny Cecila B. DeMilla se stal Paul Newman.
Nejvíce nominací, šest, posbíraly dramatický snímek Cena za něžnost a muzikál Barbry Streisand Jentl. První jmenovaný snímek pak získal celkem tři Glóby. Barbra Streisand se stala první ženou, která získala cenu za najlepší režii. V hlavní mužské herecké kategorii byli dva vítězové, Tom Courtenay a Robert Duvall.
V televizních kategoriích jednoznačně vedl čtyřdílný romantický epos Ptáci v trní, který z osmi nominací získal čtyři Glóby. Tato minisérie měla sedm nominací v hereckých kategoriích.

## Vítězové a nominovaní

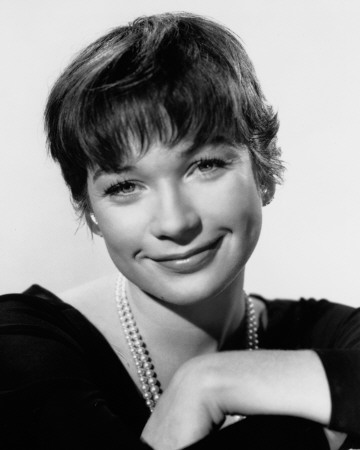
Nejlepší dramatická herečka Shirley MacLaine

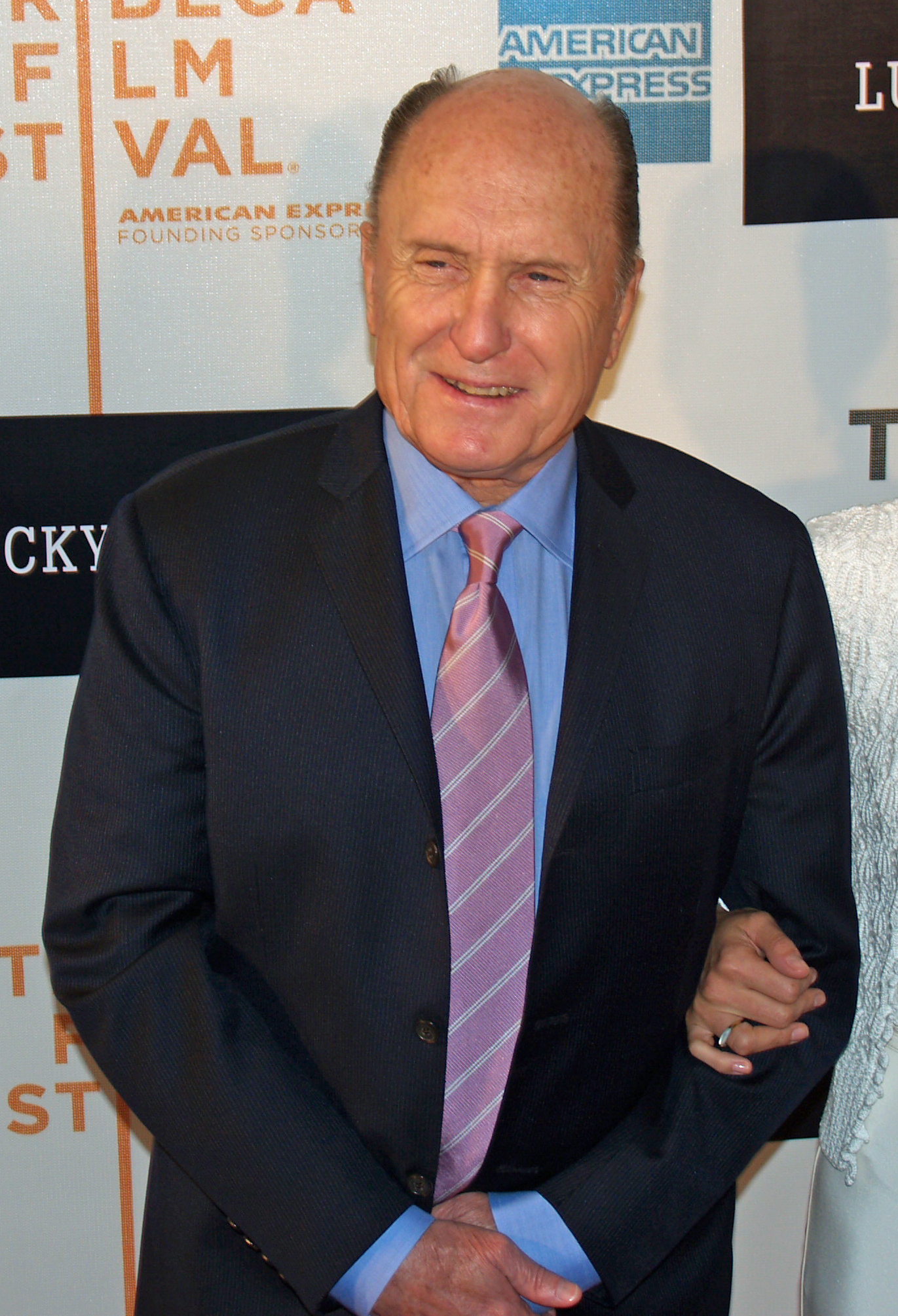
Nejlepší dramatický herec Robert Duvall

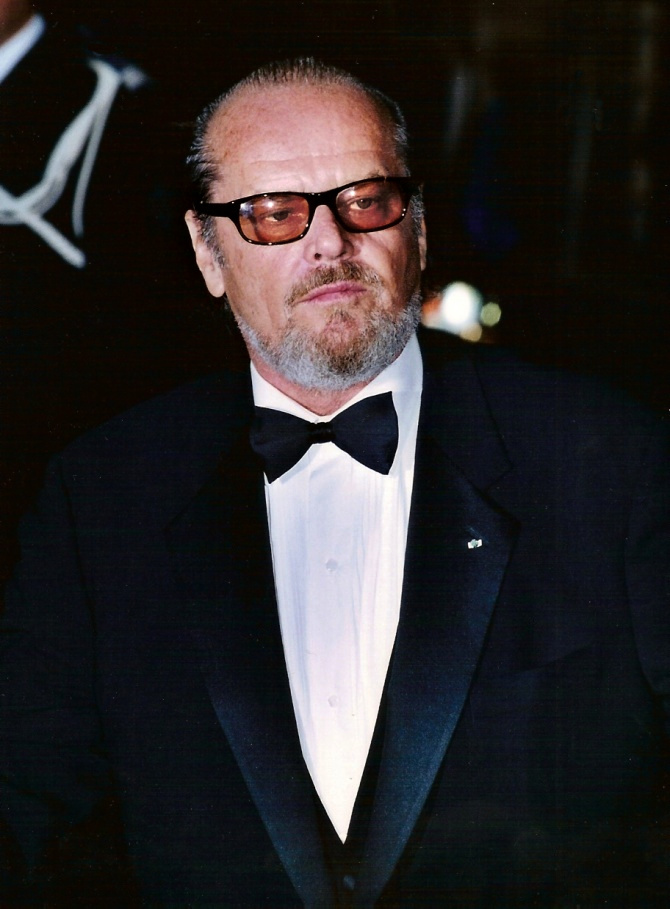
Nejlepší vedlejší herec Jack Nicholson

### Filmové počiny

#### Nejlepší film (drama)
- Cena za něžnost – producent James L. Brooks
- Reuben, Reuben – producenti Julius Epstein, Walter Shenson
- Správná posádka – producenti Robert Chartoff, Irwin Winkler
- Silkwoodová – producenti Michael Hausman, Mike Nichols
- Tender Mercies – producent Philip Hobel

#### Nejlepší film (komedie / muzikál)
- Jentl – producenti Rusty Lemorande, Barbra Streisand
- Velké rozčarování – producent Michael Shamberg
- Flashdance – producenti Jerry Bruckheimer, Don Simpson
- Záměna – producent Aaron Russo
- Zelig – producent Robert Greenhut

#### Nejlepší režie
- Barbra Streisand – Jentl
- Bruce Beresford – Tender Mercies
- Ingmar Bergman – Fanny a Alexandr
- James L. Brooks – Cena za něžnost
- Mike Nichols – Silkwoodová
- Peter Yates – Garderobiér

#### Nejlepší herečka (drama)
- Shirley MacLaine – Cena za něžnost
- Jane Alexander – Testament
- Bonnie Bedelia – Heart Like a Wheel
- Meryl Streep – Silkwoodová
- Debra Winger – Cena za něžnost

#### Nejlepší herečka (komedie / muzikál)
- Julie Waltersová – Rita
- Anne Bancroft – Být či nebýt
- Jennifer Beals – Flashdance
- Linda Ronstadt – Piráti z Penzance
- Barbra Streisand – Jentl

#### Nejlepší herec (drama)
- Tom Courtenay – Garderobiér
- Robert Duvall – Tender Mercies
- Tom Conti – Reuben, Reuben
- Richard Farnsworth – The Grey Fox
- Albert Finney – Garderobiér
- Al Pacino – Zjizvená tvář
- Eric Roberts – Star 80

#### Nejlepší herec (komedie / muzikál)
- Michael Caine – Rita
- Woody Allen – Zelig
- Tom Cruise – Riskantní podnik
- Eddie Murphy – Záměna
- Mandy Patinkin – Jentl

#### Nejlepší herečka ve vedlejší roli
- Cher – Silkwoodová
- Barbara Carrera – Nikdy neříkej nikdy
- Joanna Pakula – Park Gorkého
- Tess Harper – Tender Mercies
- Linda Hunt – Rok nebezpečného života

#### Nejlepší herec ve vedlejší roli
- Jack Nicholson – Cena za něžnost
- Steven Bauer – Zjizvená tvář
- Charles Durning – Být či nebýt
- Gene Hackman – Pod palbou
- Kurt Russell – Silkwoodová

#### Nejlepší scénář
- James L. Brooks – Cena za něžnost
- Barbara Benedek, Lawrence Kasdan – Velké rozčarování
- Ronald Harwood – Garderobiér
- Willy Russell – Rita
- Julius Epstein – Reuben, Reuben

#### Nejlepší hudba
- Giorgio Moroder – Flashdance
- Stewart Copeland – Dravé ryby
- Giorgio Moroder – Zjizvená tvář
- Jerry Goldsmith – Pod palbou
- Alan Bergman, Marilyn Bergman, Michel Legrand – Jentl

#### Nejlepší filmová píseň
- „Flashdance What a Feeling“ – Flashdance, hudba Giorgio Moroder, text Irene Cara, Keith Forsey
- „Far From Over“ – Staying Alive, hudba a text Vince DiCola, Frank Stallone
- „Maniac“ – Flashdance, hudba a text Dennis Matkosky, Michael Sembello
- „Over You“ – Tender Mercies, hudba a text Bobby Hart, Austin Roberts
- „The Way He Makes Me Feel“ – Jentl, hudba Michel Legrand, text Alan Bergman, Marilyn Bergman

#### Nejlepší zahraniční film
- Fanny a Alexandr – režie Ingmar Bergman, Švédsko
- Carmen – režie Carlos Saura, Španělsko
- Garderobiér – režie Peter Yates, Velká Británie
- Rita – režie Lewis Gilbert, Velká Británie
- The Grey Fox – režie Phillip Borsos, Kanada

### Televizní počiny

#### Nejlepší televizní seriál (drama)
- Dynastie
- Cagneyová a Laceyová
- Dallas
- Hart a Hartová
- Poldové z Hill Street

#### Nejlepší televizní seriál (komedie / muzikál)
- Fame
- Buffalo Bill
- Na zdraví
- Newhart
- Taxi

#### Nejlepší minisérie nebo televizní film
- Ptáci v trní
- Heart of Steel
- Kennedy
- Vichry války
- Kdo bude mít rád mé děti

#### Nejlepší herečka v seriálu (drama)
- Jane Wyman – Síla rodu
- Joan Collins – Dynastie
- Tyne Daly – Cagneyová a Laceyová
- Linda Evans – Dynastie
- Stefanie Powers – Hart a Hartová

#### Nejlepší herečka v seriálu (komedie / muzikál)
- Joanna Cassidy – Buffalo Bill
- Debbie Allen – Fame
- Madeline Kahn – Oh, Madeline
- Shelley Long – Na zdraví
- Isabel Sanford – The Jeffersons

#### Nejlepší herečka v minisérii nebo TV filmu
- Ann-Margret – Kdo bude mít rád mé děti
- Susan Blakely – Dočkáme se někdy rána?
- Blair Brown – Kennedy
- Gena Rowlands – Thursday's Child
- Rachel Ward – Ptáci v trní

#### Nejlepší herec v seriálu (drama)
- John Forsythe – Dynastie
- James Brolin – Hotel
- Tom Selleck – Magnum
- Daniel J. Travanti – Poldové z Hill Street
- Robert Wagner – Hart a Hartová

#### Nejlepší herec v seriálu (komedie / muzikál)
- John Ritter – Three's Company
- Dabney Coleman – Buffalo Bill
- Ted Danson – Na zdraví
- Robert Guillaume – Benson
- Bob Newhart – Newhart

#### Nejlepší herec v minisérii nebo TV filmu
- Richard Chamberlain – Ptáci v trní
- Robert Blake – Blood Feud
- Louis Gossett Jr. – Sadat
- Martin Sheen – Kennedy
- Peter Strauss – Heart of Steel

#### Nejlepší herečka ve vedlejší roli (seriál, minisérie, TV film)
- Barbara Stanwyck – Ptáci v trní
- Polly Holliday – Vánoční dárek
- Angela Lansburyová – Vánoční dárek
- Piper Laurie – Ptáci v trní
- Jean Simmons – Ptáci v trní
- Victoria Tennant – Vichry války

#### Nejlepší herec ve vedlejší roli (seriál, minisérie, TV film)
- Richard Kiley – Ptáci v trní
- Bryan Brown – Ptáci v trní
- John Houseman – Vichry války
- Perry King – The Hasty Heart
- Rob Lowe – Thurdays's Child
- Jan-Michael Vincent – Vichry války

### Zvláštní ocenění

#### Cena Cecila B. DeMilla
- Paul Newman